# Barydesmus gracilipes
Barydesmus gracilipes är en mångfotingart som först beskrevs av Loomis 1964.  Barydesmus gracilipes ingår i släktet Barydesmus och familjen Platyrhacidae. Inga underarter finns listade i Catalogue of Life.